# Puncha ratzeburgi
Puncha ratzeburgi är en halssländeart som först beskrevs av Brauer 1876.  Puncha ratzeburgi ingår i släktet Puncha och familjen ormhalssländor. Inga underarter finns listade i Catalogue of Life.

## Bildgalleri

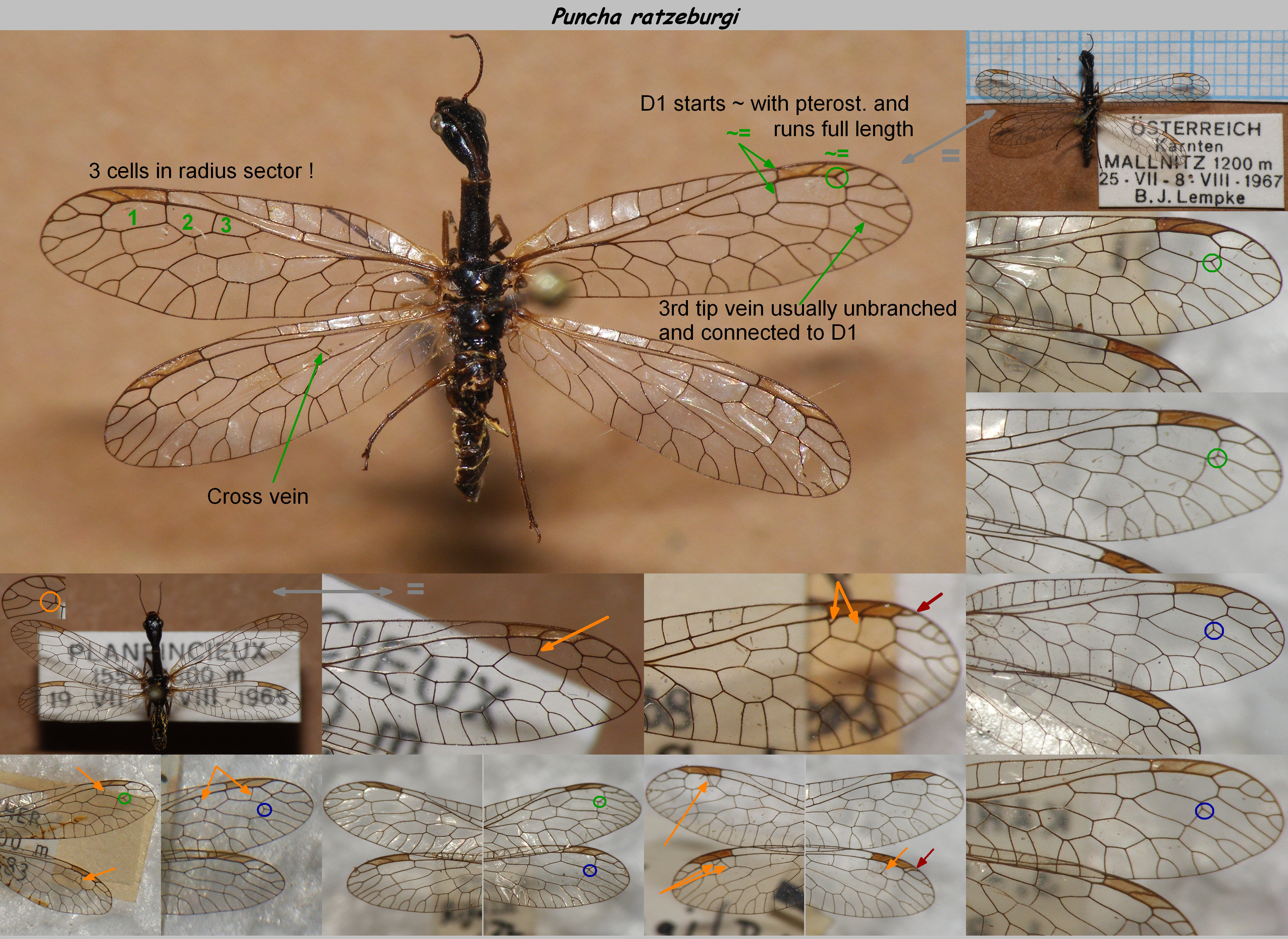
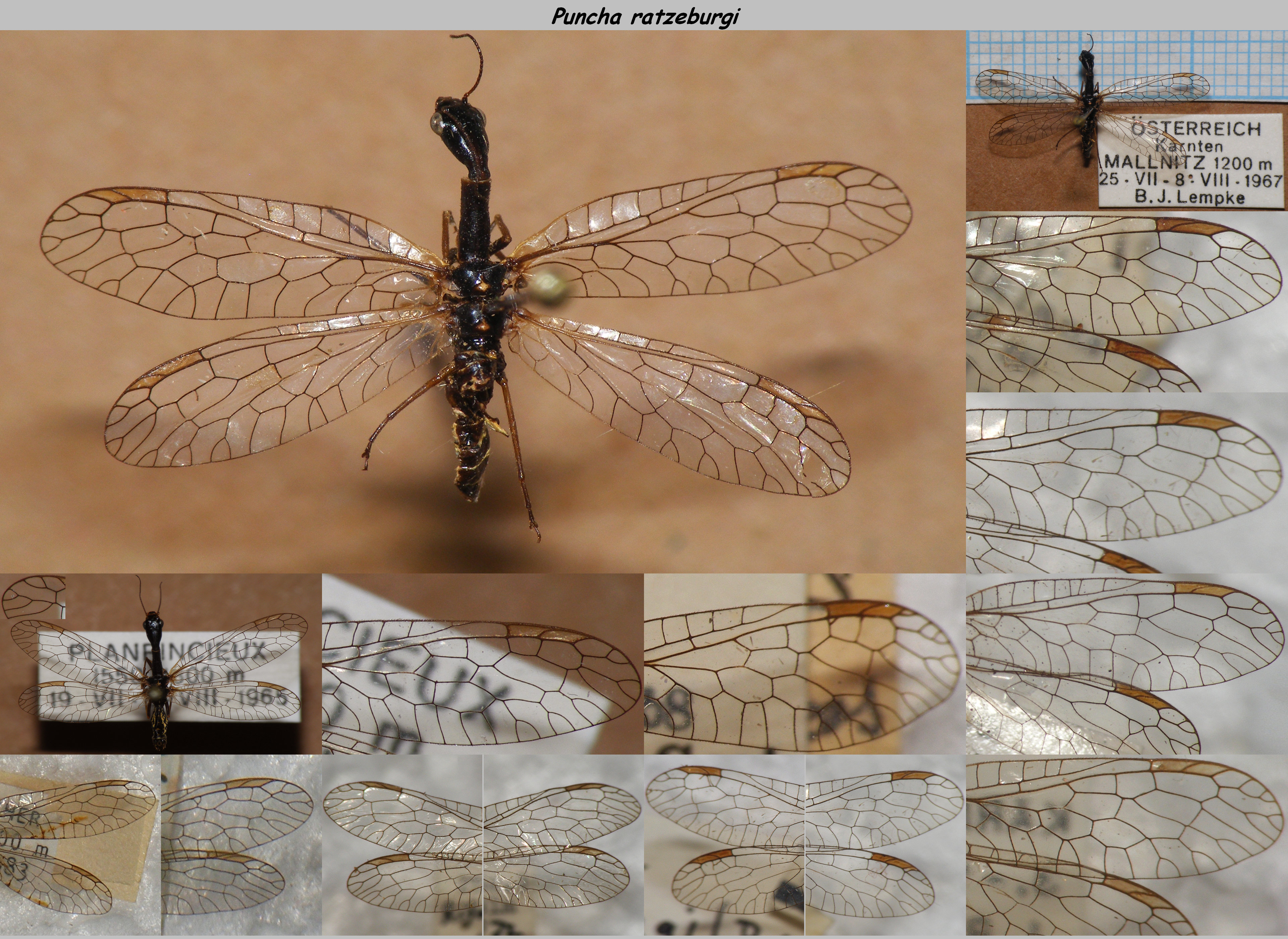
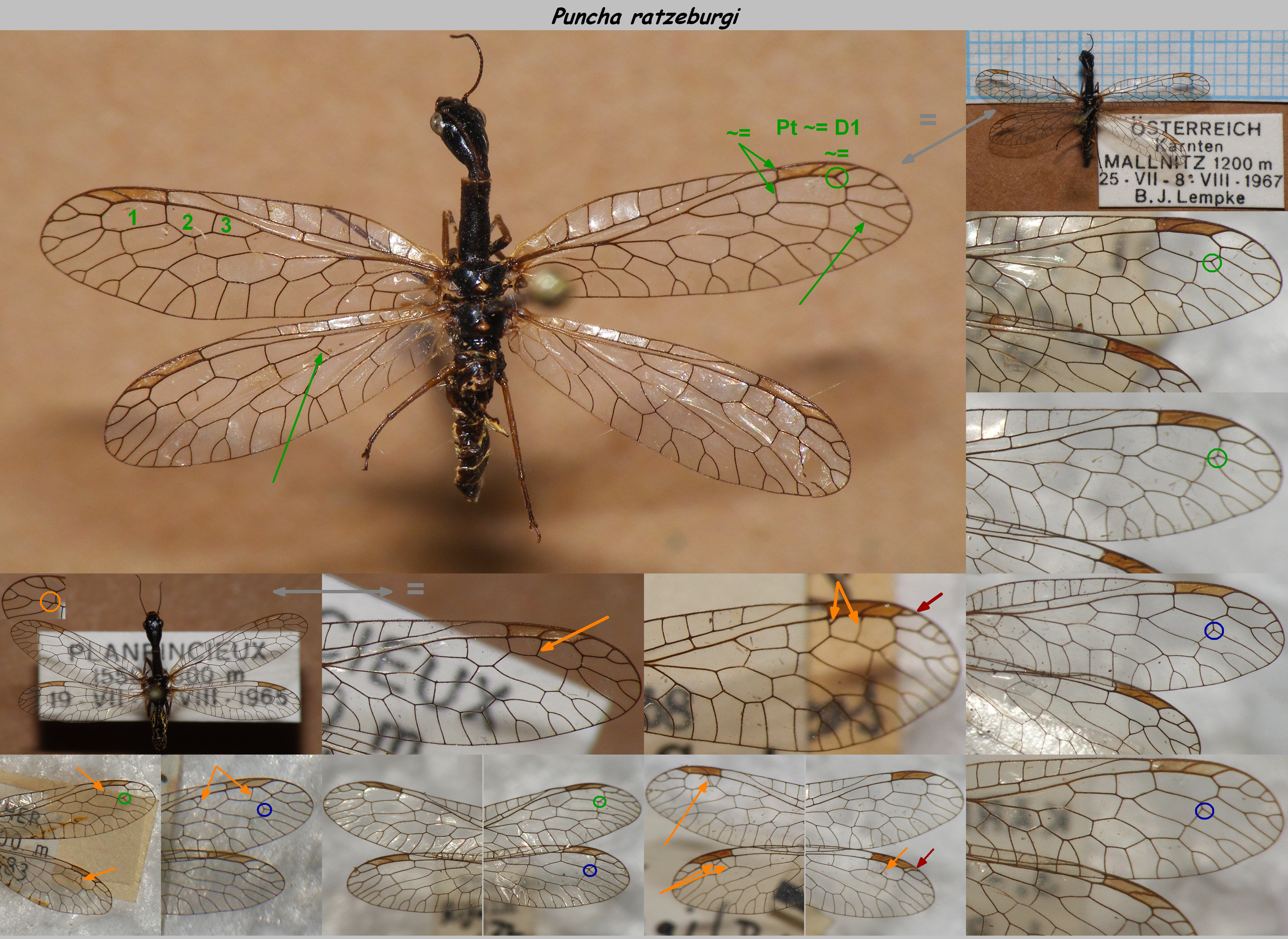